# Алекс Макліш
Алекс Макліш (англ. Alex McLeish, нар. 21 січня 1959, Глазго) — шотландський футболіст, захисник. По завершенні ігрової кар'єри — футбольний тренер, що з 2018 року очолює тренерський штаб збірної Шотландії.
Як гравець насамперед відомий виступами за клуб «Абердин», а також національну збірну Шотландії.
Триразовий чемпіон Шотландії. П'ятиразовий володар Кубка Шотландії. Дворазовий володар Кубка шотландської ліги. Володар Кубка Кубків УЄФА. Володар Суперкубка УЄФА. Триразовий володар Кубка Шотландії (як тренер). Дворазовий чемпіон Шотландії (як тренер). Володар Кубка англійської ліги (як тренер).

## Клубна кар'єра
Вихованець футбольної школи клубу «Абердин». Дорослу футбольну кар'єру розпочав 1978 року в основній команді того ж клубу, в якій провів шістнадцять сезонів, взявши участь у 493 матчах чемпіонату. Більшість часу, проведеного у складі «Абердина», був основним гравцем захисту команди. За цей час тричі виборював титул чемпіона Шотландії, ставав володарем Кубка Кубків УЄФА, володарем Суперкубка УЄФА.
Завершив професійну ігрову кар'єру у клубі «Мотервелл», за команду якого виступав протягом 1994–1995 років.

## Виступи за збірну
У 1980 році дебютував в офіційних матчах у складі національної збірної Шотландії. Протягом кар'єри у національній команді, яка тривала 14 років, провів у формі головної команди країни 77 матчів.
У складі збірної був учасником чемпіонату світу 1982 року в Іспанії, чемпіонату світу 1986 року у Мексиці, чемпіонату світу 1990 року в Італії.

## Кар'єра тренера
Розпочав тренерську кар'єру, продовжуючи виступати на футбольному полі, очоливши тренерський штаб клубу «Мотервелл» як граючий тренер. 1998 року був призначений головним тренером единбурзького «Гіберніан», а згодом, протягом 2001—2006 років керував одним з найтитулованіших шотландських клубів «Глазго Рейнджерс».
На початку 2007 року був призначений головним тренером національної збірної Шотландії, яка змагалася за право виходу до фінальної частини чемпіонату Європи 2008 року. Під керівництвом Макліша шотландці здобули низку перемог у своїй відбірковій групі B, перегравши зокрема на виїзді збірну Франції (1:0) та у домашньому матчі збірну України (3:1). В результаті Шотландія до останнього туру зберігала шанси на вихід до фінальної частини Євро 2008, однак, програвши діючим чемпіонам світу, італійцям, кваліфікацію не подолала.
Наприкінці 2007 року Макліш подав у відставку з посади головного тренера збірної Шотландії і прийняв пропозицію очолити команду англійського клубу «Бірмінгем Сіті», з яким пропрацював наступні 3,5 роки. За результатами сезону 2010-11 «Бірмінгем Сіті» вибув з Прем'єр-ліги, і Макліш, попри готовність керівництва клубу продовжувати співпрацю з головним тренером, 12 червня 2011 року подав у відставку.
Вже за п'ять днів, 17 червня 2011 року, Алекса Макліша було призначено головним тренером іншої бірмінгемської команди, «Астон Вілли». Під його керівництвом в сезоні 2011/12 «Вілла» здебільшого боролася за збереження місця у Прем'єр-лізі, урешті-решт фінішувавши на 16-му місці, відірвавшись лише на два очки від зони вильоту та встановивши антирекорд з лише чотирьох домашніх перемог за сезон. Такі результати не влаштували керівництво клубу і 14 травня 2012 року, на наступний день після завершення першості, Макліша було звільнено.
27 грудня 2012 року став головним тренером «Ноттінгем Форест» з Чемпіоншипа. Пропрацював з командою з Ноттінгема лише трохи більше місяця, розірвавши контракт з клубом за згодою сторін вже 5 лютого 2013 року.
Згодом протягом сезону 2014/15 очолював тренерський штаб бельгійського «Генка». Команда не виконала завдання потрапити до чільної шістки команд чемпіонату, тобто здобути право боротьби за місце у Лізі чемпіонів наступного сезону, і шотландець залишив команду.
Наприкінці лютого 2016 року прийняв пропозицію попрацювати в єгипетському «Замалеку». Залишив каїрську команду вже 2 травня того ж року через незадовільні результати.
18 лютого 2018 року удруге в кар'єрі був призначений головним тренером збірної Шотландії, уклавши дворічний контракт з Шотландською футбольною асоціацією.

## Титули і досягнення

### Як гравця
- Чемпіон Шотландії (3):

«Абердин»: 1979-80, 1983-84, 1984-85
- Володар Кубка Шотландії (5):

«Абердин»: 1981-82, 1982-83, 1983-84, 1985-86, 1989-90
- Володар Кубка шотландської ліги (2):

«Абердин»: 1985-86, 1989-90
- Володар Кубка володарів кубків (1):

«Абердин»: 1982-83
- Володар Суперкубка Європи (1):

«Абердин»: 1983

### Як тренера
- Володар Кубка Шотландії (2):

«Рейнджерс»: 2001-02, 2002-03
- Чемпіон Шотландії (2):

«Рейнджерс»: 2002-03, 2004-05
- Володар Кубка шотландської ліги (2):

«Рейнджерс»: 2001-02, 2002-03
- Володар Кубка Футбольної ліги (1):

«Бірмінгем Сіті»: 2010-11

### Особисті
- Гравець року за версією Шотландської асоціації футбольних журналістів: 1990